# Seznam dílů seriálu Pennyworth
Toto je seznam dílů seriálu Pennyworth. Americký dramatický televizní seriál Pennyworth byl vysílán od 28. července 2019 do 24. listopadu 2022. První dvě řady měly premiéru na stanici Epix, třetí série byla uvedena na službě HBO Max. Celkem bylo odvysíláno 30 dílů seriálu.

## Přehled řad
| Řada | Díly | Premiéra v USA    | Premiéra v USA     | Stanice v USA |
| Řada | Díly | První díl         | Poslední díl       | Stanice v USA |
| ---- | ---- | ----------------- | ------------------ | ------------- |
| 1    | 10   | 28. července 2019 | 29. září 2019      | Epix          |
| 2    | 10   | 13. prosince 2020 | 11. dubna 2021     | Epix          |
| 3    | 10   | 6. října 2022     | 24. listopadu 2022 | HBO Max       |

## Seznam dílů

### První řada (2019)
| Č. v seriálu | Č. v řadě | Původní název           | Režie           | Scénář       | Premiéra v USA (Epix) |
| ------------ | --------- | ----------------------- | --------------- | ------------ | --------------------- |
| 1            | 1         | Pilot                   | Danny Cannon    | Bruno Heller | 28. července 2019     |
| 2            | 2         | The Landlord's Daughter | Danny Cannon    | Bruno Heller | 4. srpna 2019         |
| 3            | 3         | Martha Kane             | Bill Eagles     | Bruno Heller | 11. srpna 2019        |
| 4            | 4         | Lady Penelope           | China Moo-Young | Bruno Heller | 11. srpna 2019        |
| 5            | 5         | Shirley Bassey          | Rob Bailey      | Bruno Heller | 18. srpna 2019        |
| 6            | 6         | Cilla Black             | Bill Eagles     | Bruno Heller | 25. srpna 2019        |
| 7            | 7         | Julie Christie          | Clare Kilner    | Bruno Heller | 8. září 2019          |
| 8            | 8         | Sandie Shaw             | Jon East        | Danny Cannon | 15. září 2019         |
| 9            | 9         | Alma Coogan             | Rob Bailey      | Bruno Heller | 22. září 2019         |
| 10           | 10        | Marianne Faithful       | Danny Cannon    | Bruno Heller | 29. září 2019         |

### Druhá řada (2020–2021)
| Č. v seriálu | Č. v řadě | Původní název       | Režie              | Scénář        | Premiéra v USA (Epix) |
| ------------ | --------- | ------------------- | ------------------ | ------------- | --------------------- |
| 11           | 1         | The Heavy Crown     | Danny Cannon       | Bruno Heller  | 13. prosince 2020     |
| 12           | 2         | The Burning Bridge  | Danny Cannon       | Bruno Heller  | 20. prosince 2020     |
| 13           | 3         | The Belt and Welt   | Rob Bailey         | Jimmy Dowdall | 27. prosince 2020     |
| 14           | 4         | The Hunted Fox      | Rob Bailey         | Seth Sinclair | 27. prosince 2020     |
| 15           | 5         | The Bleeding Heart  | Jon East           | Hannah Boschi | 7. března 2021        |
| 16           | 6         | The Rose and Thorn  | Jon East           | Bruno Heller  | 14. března 2021       |
| 17           | 7         | The Bloody Mary     | Catherine Morshead | Jimmy Dowdall | 21. března 2021       |
| 18           | 8         | The Hangman's Noose | Catherine Morshead | Seth Sinclair | 28. března 2021       |
| 19           | 9         | Paradise Lost       | Rob Bailey         | Hannah Boschi | 4. dubna 2021         |
| 20           | 10        | The Lion and Lamb   | Rob Bailey         | Bruno Heller  | 11. dubna 2021        |

### Třetí řada (2022)
| Č. v seriálu | Č. v řadě | Původní název    | Režie          | Scénář        | Premiéra v USA (HBO Max) |
| ------------ | --------- | ---------------- | -------------- | ------------- | ------------------------ |
| 21           | 1         | Well to Do       | Rob Bailey     | Bruno Heller  | 6. října 2022            |
| 22           | 2         | Many Clouds      | Rob Bailey     | John Stephens | 6. října 2022            |
| 23           | 3         | Comply or Die    | Jon East       | Robert Hull   | 6. října 2022            |
| 24           | 4         | Silver Birch     | Jon East       | Hannah Boschi | 13. října 2022           |
| 25           | 5         | Rhyme 'n' Reason | Jill Robertson | Robert Hull   | 20. října 2022           |
| 26           | 6         | Hedgehunter      | Jill Robertson | John Stephens | 27. října 2022           |
| 27           | 7         | Don't Push It    | Danny Cannon   | John Stephens | 3. listopadu 2022        |
| 28           | 8         | Red Marauder     | Sheree Folkson | Hannah Boschi | 10. listopadu 2022       |
| 29           | 9         | Rag Trade        | Rob Bailey     | Robert Hull   | 17. listopadu 2022       |
| 30           | 10        | Highland Wedding | Rob Bailey     | Bruno Heller  | 24. listopadu 2022       |